# Tor Hedberg
Tor Hedberg (23. března 1862, Stockholm – 13. července 1931, tamtéž) byl švédský prozaik, dramatik a literární kritik, člen Švédské akademie od roku 1922. Patřil ke kritickým realistům skupiny Mladé Švédsko, jejichž program usilovně hájil proti novoromantikům. Vydal celou řadu románů s dobovými tématy boje za pravdu a naplnění životního poslání, například Johaness Karr (1885, česky jako Historie povýšence Jana Karra). Nejznámější je jeho drama Johan Ulfstjerna (1907) o zavraždění ruského generála Bobrikova ve Finsku a historické drama Rembrandts son (1928, Rembrandtův syn) s tématem generačního konfliktu.

## Filmové adaptace
- Johan Ulfstjerna (1923), švédský němý film, režie John W. Brunius,
- Johan Ulfstjerna (1936), švédský film, režie Gustaf Edgren,
- Det är min modell (1946), švédský film podle komedie Nationalmonumentet (1923), režie Gustaf Molander,
- Nationalmonumentet (1978), švédský televizní film, režie Bernt Callenbo.

## Česká vydání
- Ukázka drobné prósy, Alois Hynek, Praha 1910, přeložil Hanuš Hackenschmied,
- Historie povýšence Jana Karra, Československé podniky tiskařské a vydavatelské, Praha 1921, přeložil Hugo Kosterka.